# Maja nyelvcsalád

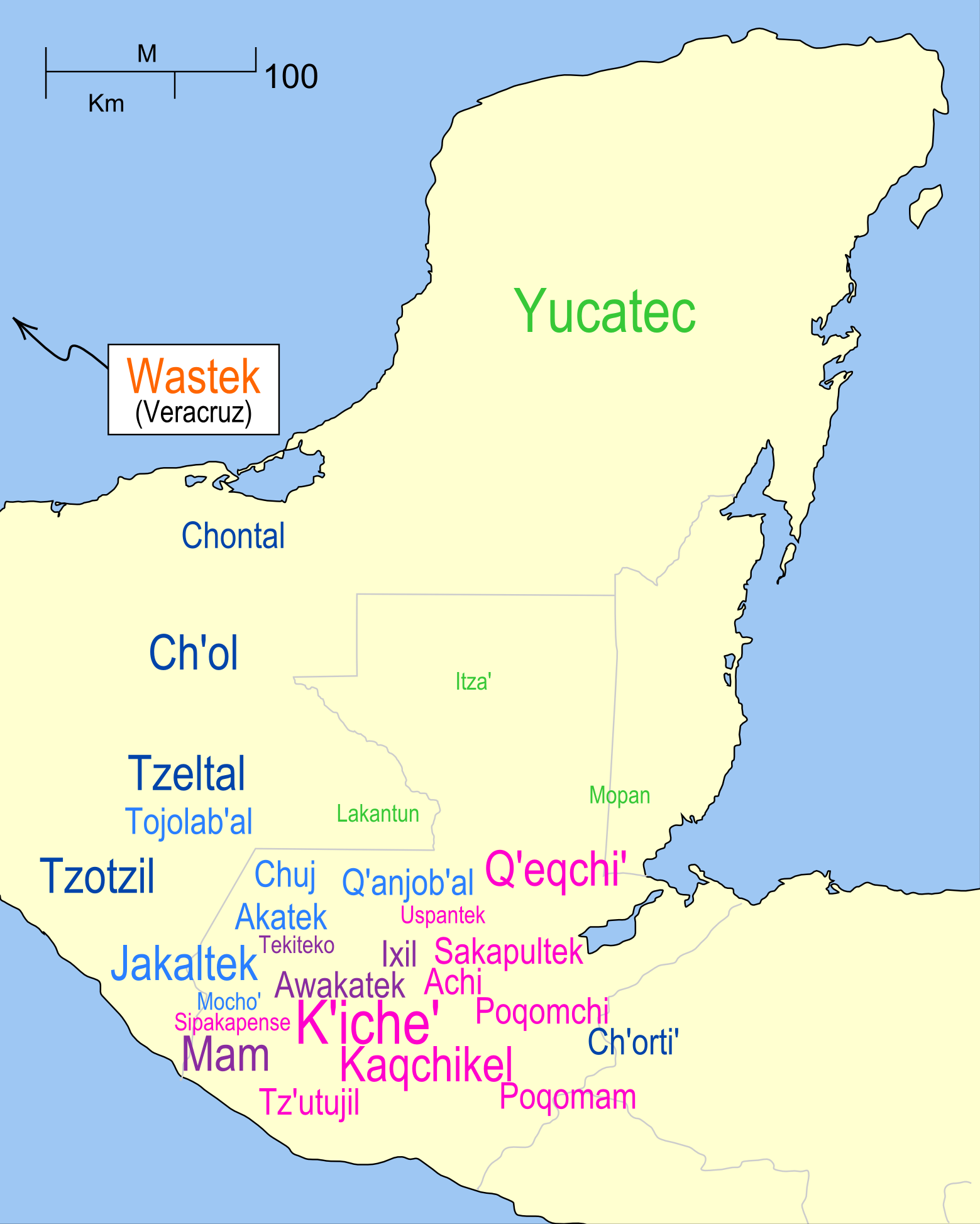
A maja nyelvterület

A maja nyelvcsalád az amerikai indián nyelvek egyik legnagyobb nyelvcsaládja („nyelvtörzse”), amely mintegy 4~5 millió beszélővel rendelkezik Közép-Amerikában, főként Mexikó és Guatemala területén. A különböző ágak genetikus összefüggései még vitatottak, azonban az ágakon belüli nyelvek bizonyítottan rokonok: a maja ág esetében az alapnyelv hangrendszerét is sikerült rekonstruálni. A nyelvcsalád tagjainak közös tőre visszavezethető szavai földművelő, termesztő tevékenységre utalnak, így valószínűsíthető a közös őshaza és ősnyelv megléte. A kutatók szerint az őshaza Guatemala területén helyezkedett el, s a szétválás az i. e. 2. évezred eleje környékére tehető. A maja nyelvek agglutináló nyelvek.

## Történeti áttekintés
A maják máig birtokolt nyelvterületükön mintegy négy és fél ezer éve vannak jelen. Államokat alapítottak, gazdag irodalommal, művészettel, csillagászattal, s az európainál is pontosabb naptárral rendelkeztek. A maja naptár révén mitikus történelmüket i. e. 3113-ig vezették vissza. A számolásban húszas számrendszert használtak.
Háncskódexeik többségét a spanyol hódítók elégették, mivel pogány műveknek számítottak; mindössze három maradt fenn belőlük, melyeket Drezdában, Madridban, illetve Párizsban őriznek. A hódítás után keletkezett, már latin betűs művek közül a legjelentősebbek a jukaték nyelven íródott Chilam Balam, valamint a kicse nyelvű Popol Vuh. Diego de Landa püspök saját maja ábécét alkotott 29 eredeti jel felhasználásával, amelynek önkényes módon adott különböző hangértékeket; ez az írásmód azonban nem terjedt el széles körben.

## Közös jellemzőik, a maja alapnyelv

A maják vándorlása a feltételezett őshazától

### Hangtan
A mai maja nyelvek (szűkebb értelemben csak a maja ág) közös őse a feltételezett proto-maja nyelv volt, amelynek hangrendszerét az alábbiak szerint rekonstruálták.
Öt magánhangzó-hangszín létezett: /a, e, i, o, u/, közülük mindegyiket ejthették röviden és hosszan is (vagyis valójában 10, fonológiai jelentésmegkülönböztető szereppel bíró magánhangzó volt).
A mássalhangzórendszer főleg zöngétlen zár- és zár-rés-hangokban volt gazdag, amelyeknek volt glottalizált párja is:
- zöngétlen zárhangok: /p, t, k, q/; illetve egy zöngés zárhang: /b/;
- glottalizált (ejektív) zárhangok: /b’, t’, k’, q’/;
- zöngétlen zár-rés-hangok (affrikáták): /t͡s, t͡ʃ/ és glottalizált párjaik: /t͡s’, t͡ʃ’/;
- réshangok: /h, x, s, ʃ/, illetve nazálisok: /m, n, ŋ/;
- folyékony hangok (likvidák): /l, r/;
- félhangzók: /j, w/.
- hangszalagzárhang: /ʔ/

A glottalizált mássalhangzókat nagyobb energiával és az őket követő magánhangzó előtt rövid szünettel – úgymond „csattanósan” – kell kiejteni. A hangszalagzárhang a hang pillanatnyi „elakasztásával” jön létre.

### Nyelvtan
Morfológiai típusukat tekintve a magyarhoz hasonlóan ragozó-toldalékoló (agglutináló) nyelvek. Egyik fő közös jellemzőjük, hogy a birtoklást, akárcsak a magyarban, birtokos személyraggal fejezik ki, azzal a különbséggel, hogy a maja nyelvekben a rag elöl áll: pl. a kakcsikel [ru.kjeːx ri at͡ʃin], szó szerint: ’övé-ló az ember’ vagyis ’az ember lova’. Az uralkodó szórend a VOS (ige–tárgy–alany) volt, de előfordult a VSO (ige–alany–tárgy) is.

### Szókincs és őshaza
A mai nyelvek közös szókincse mezőgazdasági, azon belül is elsősorban növénytermesztői életmódra utal, ahol a kukorica, a bab, és a tök lehettek a legfontosabb termények. Az őshazát a guatemalai Cuchumatanes-hegységben valószínűsítik a kutatók, innen válhattak el kb. 4000 évvel ezelőtt legkorábban a vasztékok, majd mintegy 3000 éve a jukaték, csol, celtál csoport, s végül nem több mint 800 éve a kicsék. A családfát az alábbi ábra szemlélteti.

## Besorolásuk
A zárójelben a nyelvek spanyol, vagy latin betűs sztenderdizált maja helyesírása szerepel, amennyiben az eltér a magyar átírástól (az aposztróf ejektív mássalhangzót, illetve – magánhangzó után – hangszalagzárhangot jelöl). A holt nyelveket † jelöli.
MAJA NYELVCSALÁD
| - Maja ág - Vaszték csoport - vaszték (huastec) - kabil vagy csikomuszelték † - Jukaték csoport - jukaték-maja - lakandon (lacandon) - itzá - mopa - Nyugati csoport - celtál alcsoport - csol nyelvek - csolti (choltí) † - csorti (ch’orti’) - csol (chol) - csontál (chontal) - celtál nyelvek - cotzil (tzotzil) - celtál (tzeltal) - kanhobál alcsoport - csuh nyelvek - toholabal (tojolabal) - csuh (chuj) - kanhobál nyelvek - kanhobál (q’anjob’al) - hakalték (jakaltek) - popti - mocso (mochó) - mucsu (muchú) - Keleti csoport - mam alcsoport - mam nyelvek - tektiték (teko) (tectiteco, teco) - mam - isil nyelvek - agvakaték (aguacatec) - isil (ixil) - kicse alcsoport - uszpanték (uspantec) - kekcsi (q’eqchi’) - kicse nyelvek - kicse (k’iche’) - szakapulték (sacapultec) - szipakapai (sipacapense) - cutuhil (tz’utujil) - kakcsikel (kaqchikel) - pokom nyelvek - pokomam (poqomam) - pokomcsi (poqomchi’) - acsi (achi, rabinal) |  | - Mihe–zoke (mixe–zoque) ág - zoke csoport - oasaka (oaxaca) - zoke (zoque) - szoteapanék vagy hegyi popoluka (soteapanec, popoluca serrano) - tesisztepek (texistepec, popoluca de Texistepec) - mihe csoport - szajulték (sayultec, popoluca de Sayula) - oluték (olutec, popoluca de Oluta) - mihe (mixe) - tapacsulték (tapachultec) † - Totonak ág - totonak (totonaca) - tepeva (tepehua) - Vave ág - vave (huave) |